# Mehlbeeren

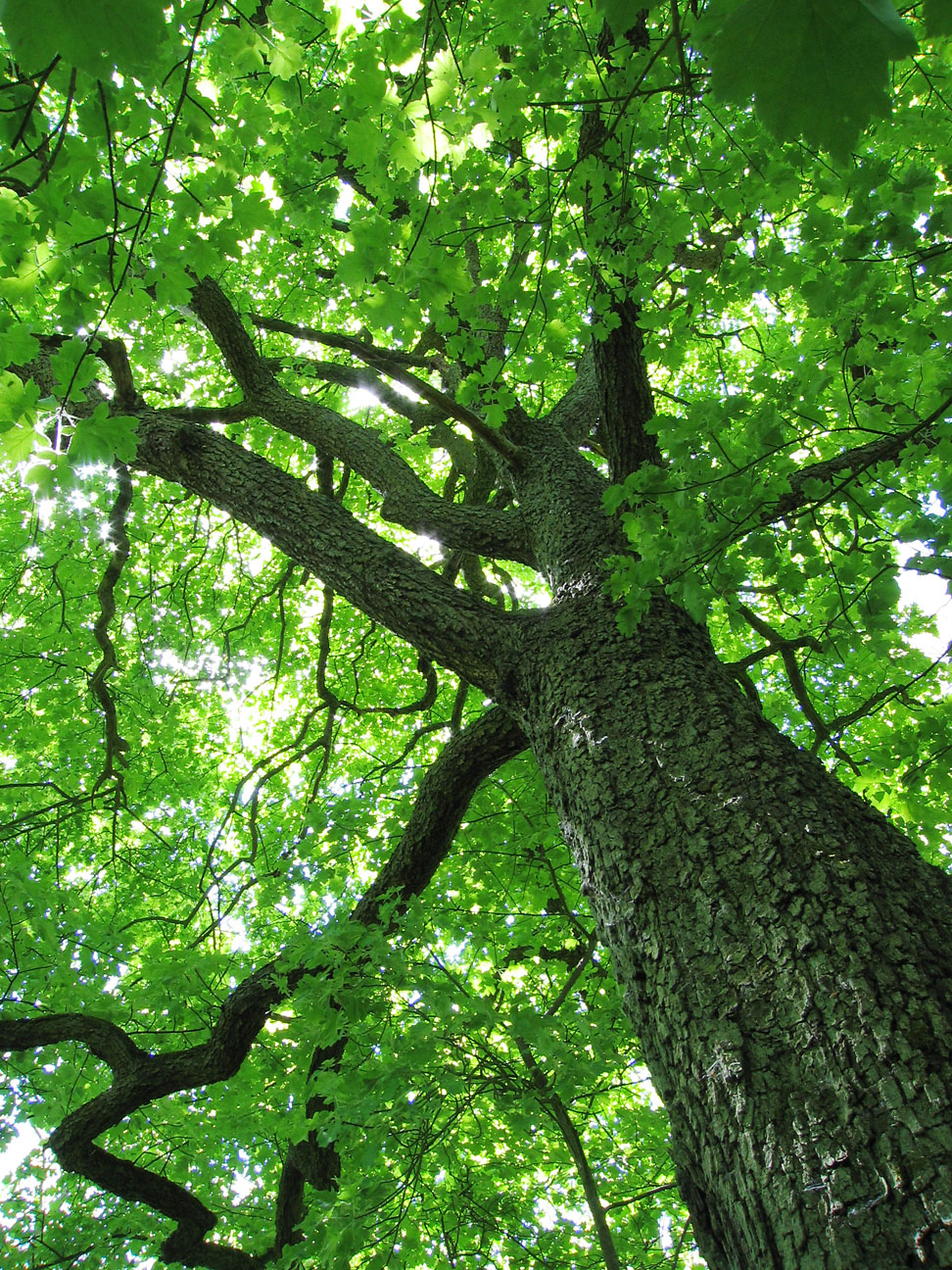
Stamm der Elsbeere (Sorbus torminalis)

Die Mehlbeeren (Sorbus), auch Vogelbeeren, Ebereschen oder Elsbeeren genannt, sind eine Pflanzengattung der Kernobstgewächse (Pyrinae) innerhalb der Familie der Rosengewächse (Rosaceae). Die Arten der Gattung Sorbus (allein in Europa je nach Autor eine oder über 170 Arten) sind in den gemäßigten Gebieten der Nordhalbkugel verbreitet. Viele Mehlbeeren-Arten tragen im Herbst auffällige Früchte. Einige Arten wie etwa die Japan- oder die Kaschmir-Eberesche werden wegen ihrer auffälligen Herbstfärbung in Gartenanlagen und Parks gepflanzt. Zur Gattung gehören auch die Vogelbeere, deren Früchte zu Schnaps und Marmelade verarbeitet werden, sowie der Speierling, der in der Apfelweinherstellung eine Rolle spielt.

## Beschreibung

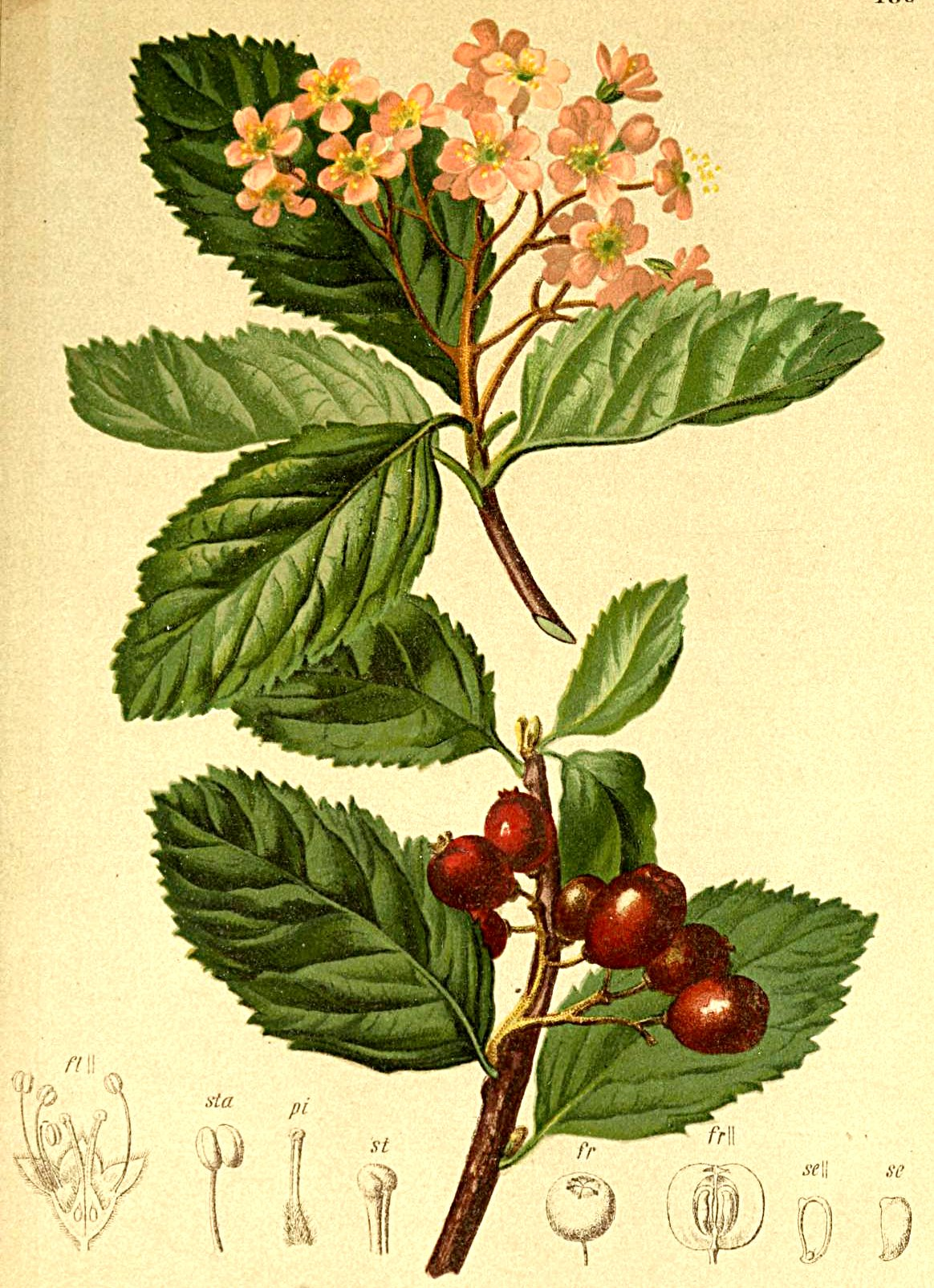
Illustration der Zwerg-Mehlbeere (Sorbus chamaemespilus) in Atlas der Alpenflora

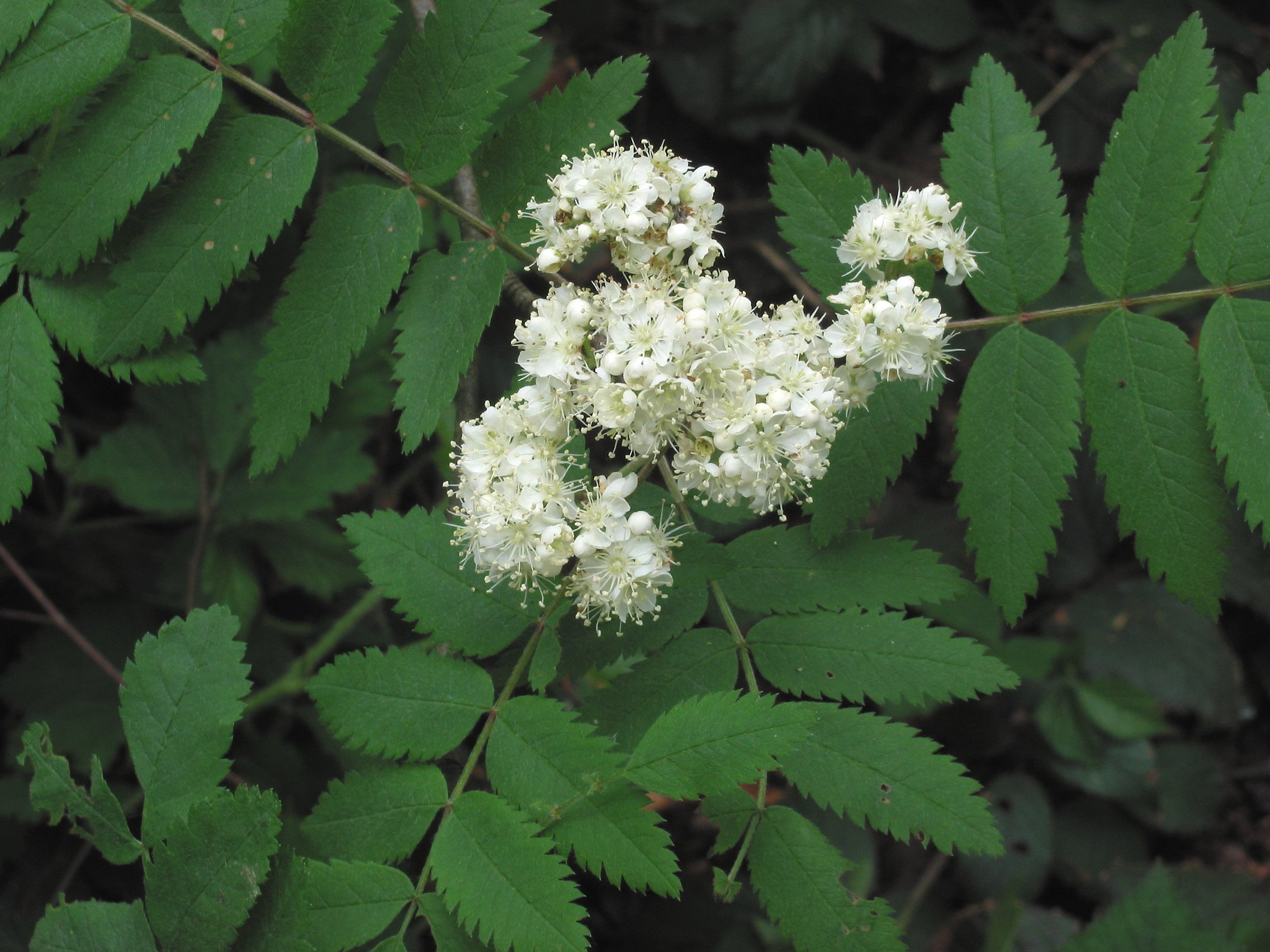
Blütenstände und gefiederte Laubblätter der Eberesche (Sorbus aucuparia)

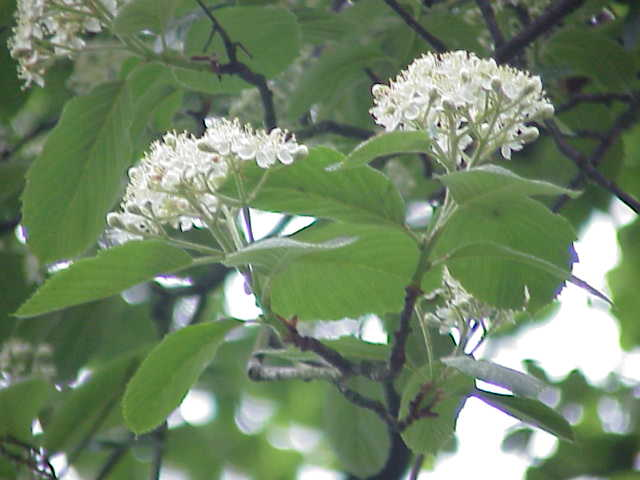
Echte Mehlbeere (Sorbus aria) mit ungleichmäßig gesägten Blatträndern, die einfachen Blätter sind meistens nicht gelappt

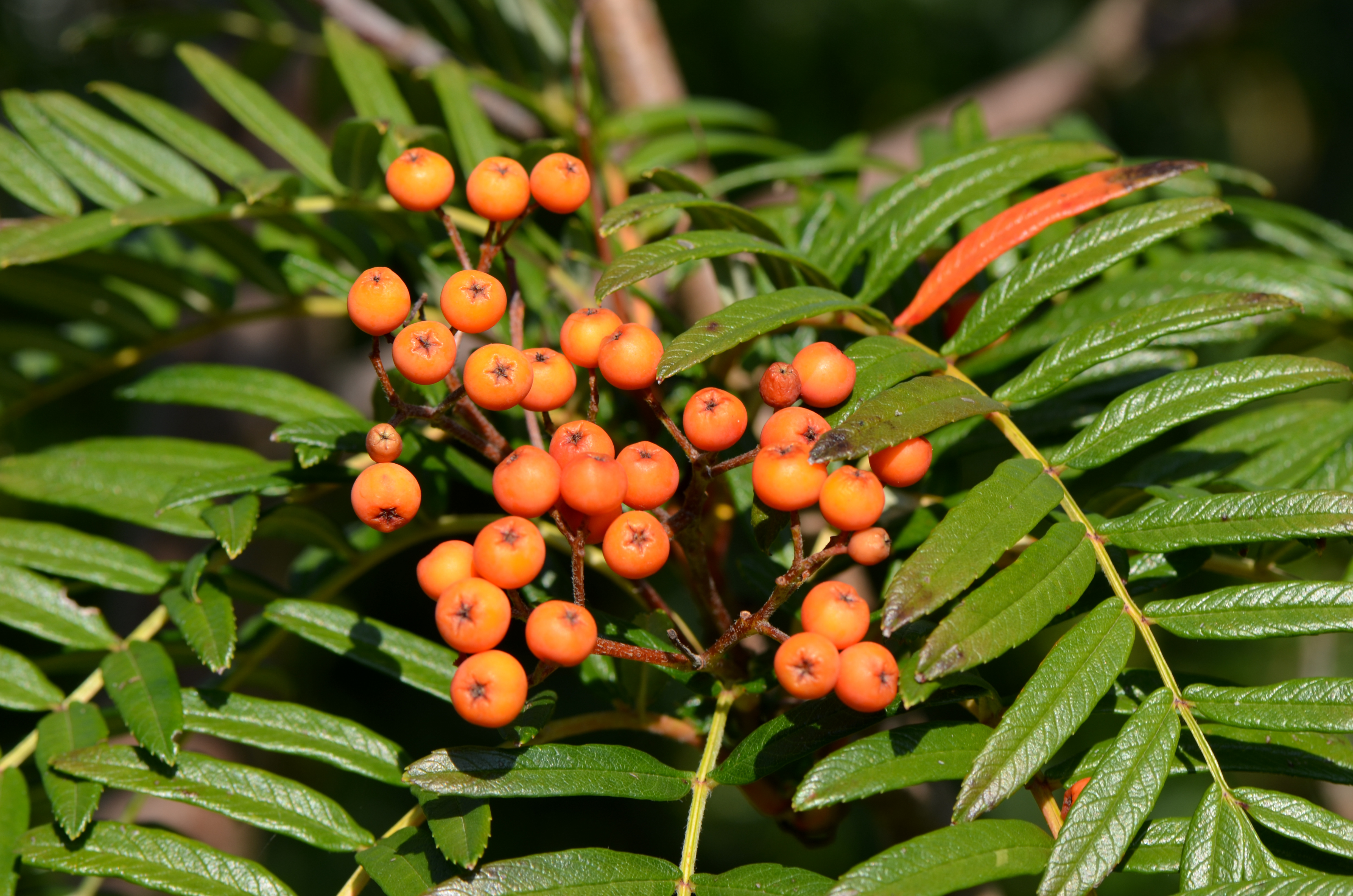
Farnblättrige Eberesche (Sorbus scalaris) im Oktober mit Früchten

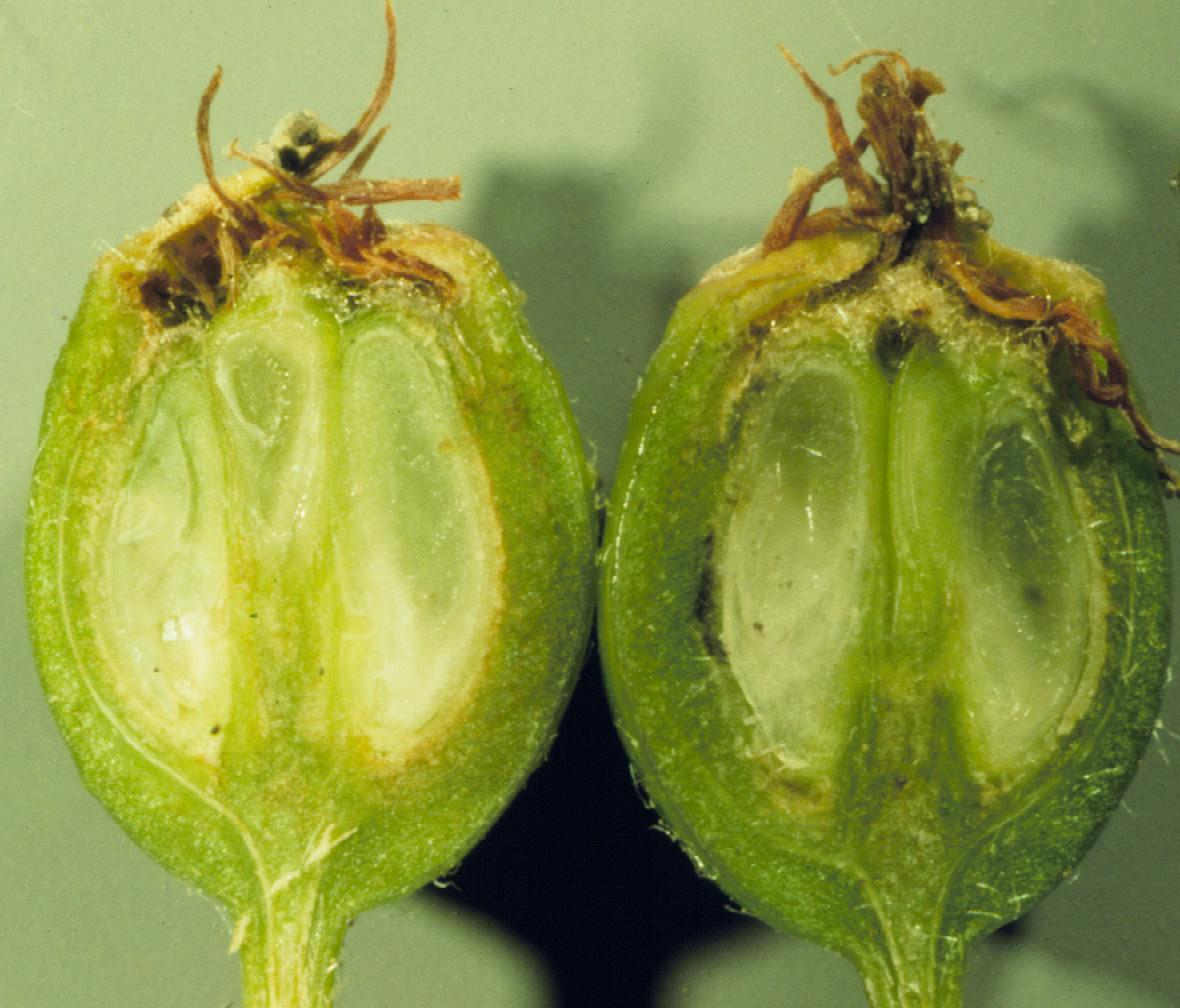
Aufschnittene Apfelfrucht von Sorbus scopulina

### Erscheinungsbild und Blätter
Sorbus-Arten wachsen als meist sommergrüne Bäume und Sträucher. Die Bäume sind gelegentlich mehrstämmig und haben häufig eine weit ausladende Krone. Einige Arten erreichen eine Wuchshöhe zwischen 25 und 30 Metern. Zu den groß werdenden Arten zählt beispielsweise Sorbus pohuashanensis, eine bis zu 20 Meter hoch werdende Art, die in den Bergregionen Nordchinas zu finden ist. Die meisten Arten bleiben deutlich niedriger. Die in Mitteleuropa heimische Zwerg-Mehlbeere erreicht eine Wuchshöhe von etwa 3 Metern. Die in Westchina beheimatete Sorbus reducta wird sogar nur 1,5 Meter hoch und bildet durch ihre zahlreichen Ausläufer dichte Gestrüppe.
Die meist relativ großen Winterknospen sind eiförmig, konisch oder spindelförmig und manchmal klebrig mit einigen sich dachziegelartig überdeckenden Knospenschuppen, die kahl oder flaumig behaart sind.
Die wechselständig an den Zweigen angeordneten Laubblätter sind in Blattstiel und Blattspreite gegliedert. Die Blattspreiten sind einfach oder gefiedert. Die Blattränder sind oft gesägt, selten fast ganzrandig. Die Blattflächen sind kahl oder flaumig behaart. Es liegt Fiedernervatur vor. Die Nebenblätter fallen meist früh ab.

### Blütenstände und Blüten
Die Blütezeit liegt je nach Art im Frühjahr bis Sommer. Die endständigen, meist zusammengesetzten, selten einfachen schirmtraubigen oder rispigen Blütenstände enthalten meist viele Blüten.
Die zwittrigen Blüten sind radiärsymmetrisch und fünfzählig mit doppelter Blütenhülle. Der Blütenbecher (Hypanthium) ist glockenförmig, selten verkehrt-konisch oder krugförmig. Die fünf meist grünen Kelchblätter sind eiförmig oder dreieckig und kahl bis flaumig oder wollig behaart; manchmal befinden sich Drüsenhaare entlang der Ränder. Die fünf freien gelblich-weißen bis weiß-rosafarbenen Kronblätter können genagelt sein und sind kahl bis flaumig behaart. Die meist 15 bis 25, selten bis 44 Staubblätter stehen in zwei oder drei Kreisen und sind ungleich lang. Die Staubbeutel sind eiförmig oder fast kugelig. Die zwei bis fünf unterständigen bis halbunterständigen Fruchtblätter sind teilweise oder vollständig mit dem Blütenbecher verwachsen. Jedes Fruchtblatt enthält zwei oder drei, selten vier aufrechte, anatrope Samenanlagen, von denen meist eine verkümmert. Es sind zwei bis fünf freie oder teilweise verwachsene Griffel, die kahl oder flaumig behaart sind, vorhanden.

### Früchte und Samen
Die Sammelbalgfrüchte der Mehlbeeren sind Apfelfrüchte und erinnern an kleine Äpfel, was aufgrund der botanischen Einordnung in die Kernobstgewächse (Pyrinae) nicht überrascht (Sprachliche Verwechslungen mit der Mehlbirne beruhen darauf). Ähnlich wie beim Apfel sitzen oben an der Frucht die fünf Kelchblätter, die haltbar sind oder abfallen und eine ringförmige Narbe hinterlassen. Die Apfelfrüchte färben sich je nach Art bei Reife weiß, gelb, rosafarben, braun oder orange bis rot. Die meist relativ kleinen Apfelfrüchte sind eiförmig oder kugelförmig bis ellipsoid oder länglich. Die Fruchtschale ist kahl oder flaumig behaart und es können kleine Lentizellen vorhanden sein. Das pergamentartige Kerngehäuse besteht aus meist zwei bis fünf, selten bis zu sieben Kammern, die jeweils ein oder zwei Samen enthalten.
In den Samen umgibt ein dünnes Perisperm und Endosperm den Embryo mit seinen zwei zusammengepreßten Keimblättern (Kotyledonen).

## Ökologie

### Schädlinge
Sämlinge und junge Bäume der Sorbus-Arten werden von Hirschen, Rehen, Hasen, Kaninchen, Wühlmäusen und Mäusen geschädigt. Mäuse und Wühlmäuse benagen unter anderem Rinde oder Wurzeln der Bäume und können dadurch junge Pflanzen zum Absterben bringen.
Die Larven des Gefurchten Dickmaulrüsslers fressen die Rinden der Wurzeln und können im Extremfall eine Pflanze so schädigen, dass sie abstirbt. Die Wahrscheinlichkeit, dass eine Pflanze von diesen Larven befallen wird, steigt mit dem Humusgehalt des Bodens. In normaler Erde ist der zu erwartende Schädlingsbefall gering.

### Fruchtfressende Vogelarten
Die auffälligen Früchte der Mehlbeeren werden von einer großen Anzahl von Vogelarten gefressen. Der Samen der Früchte passiert in der Regel unbeschädigt den Darmkanal der Vögel. Zu den fruchtfressenden Arten zählen Amseln, Drosseln wie etwa Rotdrossel, Rotkehlchen und Wacholderdrossel sowie Stare und Seidenschwänze.
Die Geschwindigkeit, mit der der Fruchtbehang eines Baumes von Vögeln geplündert wird, scheint abhängig vom umgebenden Bewuchs zu sein. In Vorstädten werden nach den Untersuchungen von McAllister reifende Sorbus-Bäume innerhalb von nur ein oder zwei Wochen ihrer Früchte beraubt. McAllister führt dies auf einen höheren Bestand an immergrünen Pflanzen zurück, die den Vögeln Deckung bieten. Sorbus-Bäume, die vereinzelt in einem Feld oder auf einer Rasenfläche stehen, behalten ihre Früchte dagegen über Monate. Auch die Sorbus-Art hat einen Einfluss auf die Geschwindigkeit, mit der Vögel die Früchte fressen. Von Vögeln besonders geschätzt sind die Arten Sorbus decora, Sorbus cascadensis, Sorbus sitchensis und Sorbus matsumurana. Diese früh reifenden Arten werden von Vögeln bereits gefressen, bevor sie vollreif sind.

## Verbreitung und Lebensraum

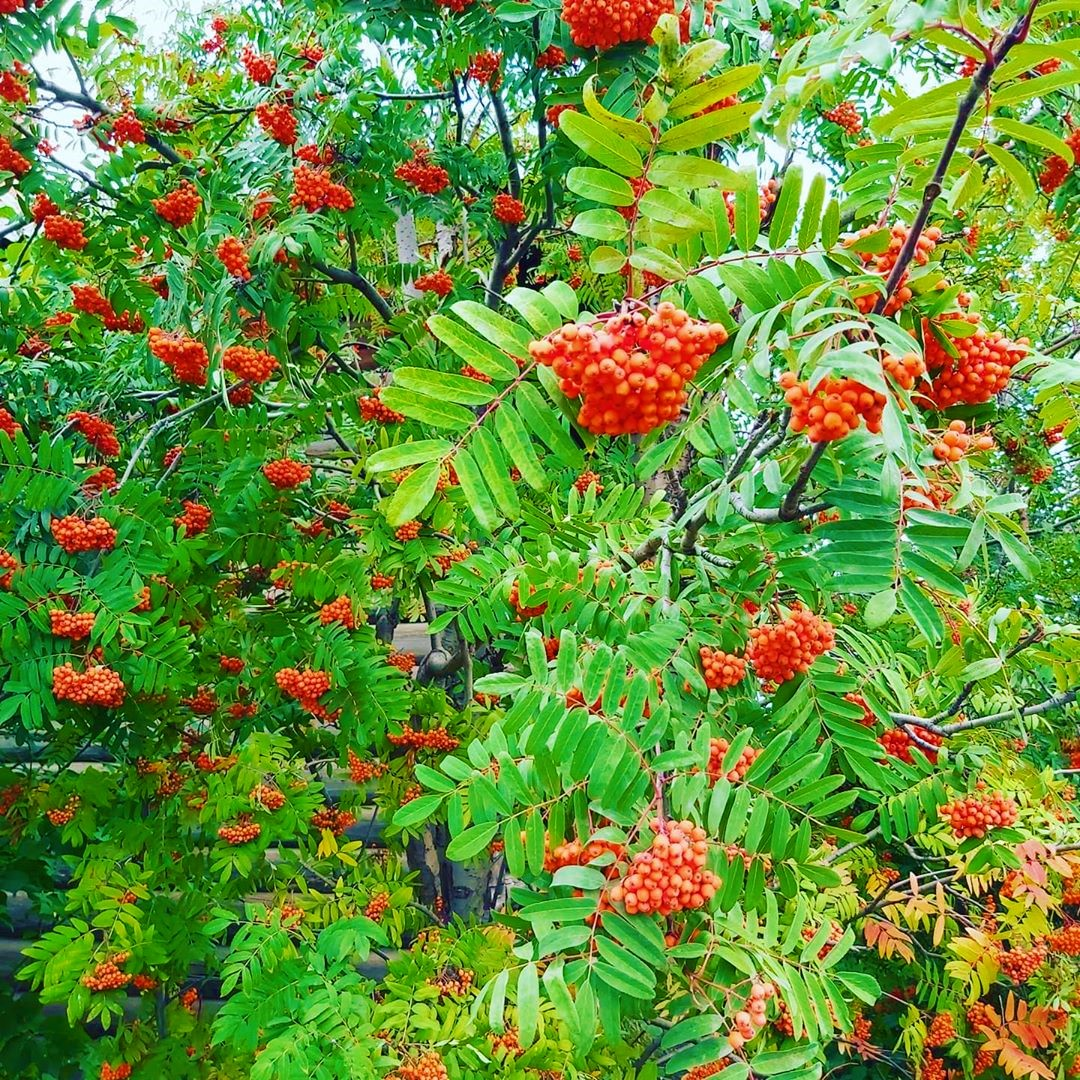
Eberesche in einem Garten Ostsibiriens

Die Arten der Gattung Sorbus besitzen ein weites natürliches Verbreitungsgebiet auf der Nordhalbkugel und kommen hauptsächlich in Eurasien und im nördlichen Nordamerika vor. Einige wenige Arten kommen auch in Nordafrika sowie auf Madeira vor. In China kommen 67 Arten vor, 43 davon nur dort.

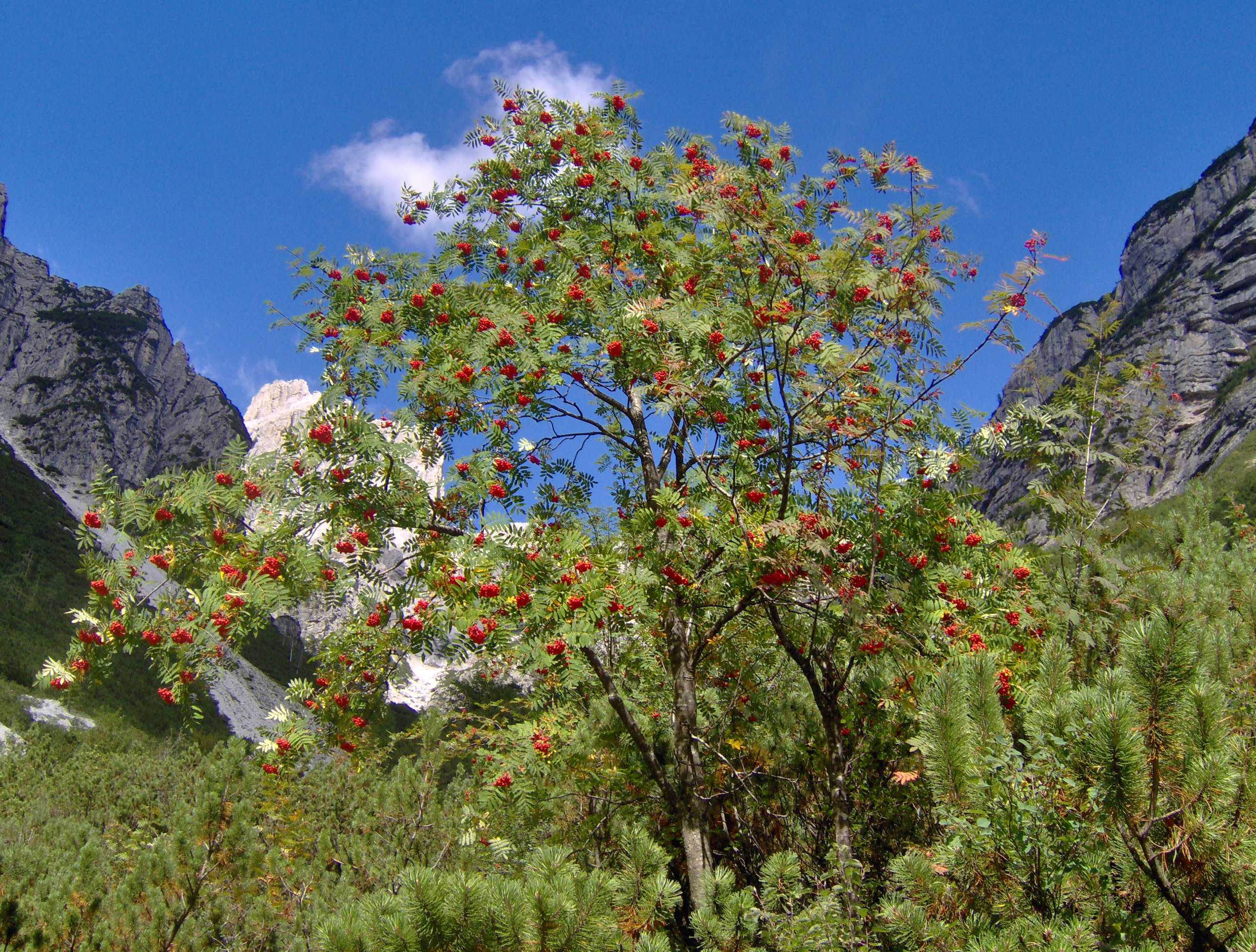
Eberesche

Typisch für die meisten Arten dieser Gattung ist ihre Anpassungsfähigkeit an extreme Standorte. Bäume und Sträucher dieser Gattung findet man beispielsweise in exponierten Felsenwänden, wo sie in nur wenig Erde führenden Spalten wurzeln. Gelegentlich sieht man junge Ebereschen, die in Dachrinnen heranwachsen. Die Ansprüche der Sorbus-Arten an den Boden sind gering und sie sind in der Lage, auf nährstoffarmen und sauren Böden zu gedeihen. Die meisten Arten reagieren auf nährstoffreiche und humose Böden mit erhöhtem Wachstum. Zu den kalkfliehenden Arten zählen Sorbus cracilis und Sorbus poteriifolia, die Chlorose entwickeln, wenn sie auf kalkhaltigen Böden stehen.
Viele Sorbus-Arten reagieren empfindlich auf Trockenheit und werfen nach längeren Trockenperioden frühzeitig im Jahr ihre Blätter ab. Als besonders trockenheitsempfindlich gelten Arten, die im Himalaya beheimatet sind. Trockene Standorte haben auch einen Einfluss auf das maximale Höhenwachstum eines Baumes. Speierlinge erreichen beispielsweise an optimalen Standorten in Bayern und Baden-Württemberg Wuchshöhen von über 30 Metern. An niederschlagsärmeren Standorten auf dem Balkan und Frankreich werden diese Bäume selten höher als 25 Meter. Im Gebirge kommen Sorbus-Arten regelmäßig bis zur Baumgrenze vor. Sorbus-Arten zählen auch zu den Baumarten, die in der Waldtundra gedeihen.
Reine Bestände mit Sorbus-Arten sind selten. Sorbus-Arten sind tendenziell lichthungrige Pionierpflanzen, die an Waldrändern und Lichtungen gedeihen, wo die Konkurrenzsituation mit anderen Baumarten geringer ist. Da der Samen von Sorbus-Arten regelmäßig durch Vögel verbreitet wird, findet man in Unterholz von Wäldern eine große Anzahl von Sorbus-Sämlingen. Fallen konkurrierende Bäume einem Feuer oder Sturm zu Opfer, werden die entstehenden Lücken schnell durch Sorbus-Arten geschlossen.

## Die apomiktischen Mehlbeeren
Es gibt eine Vielzahl von Bastarden zwischen den Arten innerhalb der Gattung Sorbus. Meistens entstehen aus diesen Hybridisierungsvorgängen nur kleinräumig verbreitete Arten, die sich apomiktisch vermehren, indem sie Samen auf ungeschlechtlichem Weg mittels Agamospermie bilden. Nachkommen aus diesen Samen sind genetisch identisch mit dem Pflanzenexemplar, von der der Samen abstammt.
Beispielsweise umfasst der Komplex der Bastard-Mehlbeeren (Sorbus latifolia agg.) apomiktische Arten, die aus einer Hybridisierung der Elsbeere (Sorbus torminalis) und Arten der Sorbus aria-Gruppe hervorgegangen sind. Ein weiterer Bastard-Komplex ist aus der Vogelbeere (Sorbus aucuparia) und der Felsen-Mehlbeere (Sorbus rupicola) entstanden. Hierzu gehören einige Endemiten aus England wie die Art Sorbus leyana oder aus Deutschland mit Sorbus lonetalensis, die mit nur noch 11 bis 16 Exemplaren zu den seltensten Bäumen der Welt zählen.

## Systematik
Die Gattung Sorbus wurde durch Carl von Linné aufgestellt. Synonyme für Sorbus L. sind: Aria (Pers.) Host, Ariosorbus Koidz., Chamaemespilus Medik., Hahnia Medik., Micromeles Decne., Torminalis Medik., Cormus Spach.
Die Gattung Sorbus gehört zur Subtribus der Kernobstgewächse (Pyrinae) in der Unterfamilie Spiraeoideae innerhalb der Familie Rosaceae.
Senikov & Kurto haben im Jahr 2017 die europäischen Mehlbeeren-Arten in mehrere verschiedene neue Gattungen aufgeteilt. Der Gattungsname Sorbus verbleibt danach nur noch bei der eigentlichen Vogelbeere (Sorbus aucuparia L.).
Nach Hugh McAllister 2005 wird die Gattung Sorbus in sieben Untergattungen und diese in Sektionen gegliedert:
- Untergattung Sorbus subg. Albocarmesinae McAll.: Sie wurde 2005 neu aufgestellt.
- Untergattung Sorbus subg. Aria Pers.: Die etwa 50 Arten sind in Eurasien und Nordafrika weitverbreitet.
- Untergattung Sorbus subg. Chamaemespilus: Sie enthält nur eine Art:
  - Zwerg-Mehlbeere (Sorbus chamaemespilus (L.) Crantz): Sie kommt in Süd- und Osteuropa vor.
- Untergattung Sorbus subg. Cormus (Spach) Duch.
  - Speierling (Sorbus domestica L.): Er ist in Süd- und Mitteleuropa verbreitet
- Untergattung Sorbus subg. Micromeles (Decne.) J.B.Phipps, K.R.Robertson & Spongberg: Sie enthält 12 bis 15 Arten in Ost- sowie Südostasien.
- Untergattung Sorbus subg. Sorbus: Die etwa 80 Arten sind auf der Nordhalbkugel weitverbreitet.
- Untergattung Sorbus subg. Torminaria (DC.) K.Koch: Sie enthält nur eine Art:
  - Elsbeere (Sorbus torminalis (L.) Crantz): Sie ist hauptsächlich im Mittelmeerraum verbreitet.
- Einige Arten sind noch nicht in eine Untergattung eingeordnet.

Zu den zahlreichen Arten der Gattung Sorbus zählen noch nach Hugh McAllister 2005 beispielsweise:
- Ades Mehlbeere (Sorbus adeana N.Mey.)
- Sorbus admonitor M.Proctor: Dieser Endemit kommt in Großbritannien nur in North Devon vor.[9]
- Sorbus albopilosa T.T.Yu & L.T.Lu: Dieser Endemit gedeiht in Höhenlagen von 3300 bis 4100 Metern nur im südlichen Tibet.[1]
- Sorbus albovii Zinserl.: Sie kommt von der Türkei bis zum Kaukasusraum vor.[9]
- Allgäuer Zwerg-Mehlbeere (Sorbus algoviensis N.Mey.): Dieser Endemit kommt nur im deutschen und österreichischen Allgäu vor.[9]
- Erlen-Mehlbeere (Sorbus alnifolia (Siebold & Zuccarini) K.Koch): Sie kommt in China, Korea, Taiwan, Japan und in fernöstlichen Russland vor.[1]
- Filzige Zwerg-Mehlbeere (Sorbus ×ambigua Michalet = Sorbus chamaemespilus × Sorbus aria s. str.)
- Kanada-Eberesche (Sorbus americana Marshall): Sie kommt in Kanada und in den Vereinigten Staaten vor.[10]
- Sorbus andersonii G.N.Jones: Sie kommt in Nordamerika vor.[9]
- Sorbus anglica Hedl.: Sie kommt im südwestlichen Irland und im westlichen und südwestlichen Großbritannien vor.[9]
- Sorbus apiculata McAll.
- Sorbus arachnoidea Koehne: Zentraler und östlicher Himalaja.[9]
- Echte Mehlbeere (Sorbus aria (L.) Crantz s. str.)
- Vogelbeere oder Eberesche (Sorbus aucuparia L.)
- Österreichische Mehlbeere (Sorbus austriaca (G.Beck) Hedl.)
- Badische Mehlbeere (Sorbus badensis Düll)
- Kaschmir-Eberesche (Sorbus cashmiriana Hedl.): dieser weit ausladender Baum stammt aus dem westlichen Himalaya.
- Zwerg-Mehlbeere (Sorbus chamaemespilus (L.) Crantz), niedriger Strauch.
- Löffelblättrige Mehlbeere (Sorbus cochleariformis Meierott)
- Hügel-Mehlbeere  (Sorbus collina  M.Lepší, P.Lepší & N.Mey.)
- Japan-Eberesche (Sorbus commixta Hedl.), ein aufrecht wachsender Baum aus Japan.
- Kordigast-Mehlbeere (Sorbus cordigastensis N.Mey.)
- Donau-Mehlbeere (Sorbus danubialis (Jáv.) Kárpáti)
- Dörrs Zwerg-Mehlbeere (Sorbus doerriana N.Mey.)
- Speierling (Sorbus domestica L.) mit gefiederten Laubblättern. Bastardiert nicht mit den anderen Arten.
- Tauber-Mehlbeere (Sorbus dubronensis N.Mey., Feulner & T.C.G.Rich)
- Sorbus esserteauana Koehne: Sie gedeiht in Bergdickichten und an Felswänden in Höhenlagen von 1700 bis 3000 Metern nur im westlichen Sichuan.[1]
- Eichstätter Mehlbeere (Sorbus eystettensis N.Mey.)
- Ries-Mehlbeere (Sorbus fischeri N.Mey.)
- Fränkische Mehlbeere (Sorbus franconica Bornm. ex Düll)
- Gaucklers Mehlbeere (Sorbus gauckleri N.Mey.)
- Griechische Mehlbeere (Sorbus graeca (Spach) Lodd. ex Schauer): Sie kommt in Nordafrika, in Ost- und Südosteuropa und von Westasien bis Zentralasien vor.[10]
- Thüngersheimer Mehlbeere (Sorbus haesitans Meierott)
- Harz' Mehlbeere (Sorbus harziana N.Mey.)
- Hohenesters Mehlbeere (Sorbus hohenesteri N.Mey.)[11]
- Hoppes Mehlbeere (Sorbus hoppeana N.Mey.)
- Echte Bastard-Eberesche (Sorbus ×hybrida L.): Sie kommt in Europa vor.[10]
- Schwedische Mehlbeere (Sorbus intermedia (Ehrh.) Pers.)
- Breitblättrige Mehlbeere (Sorbus latifolia (Lam.) Pers. s. str.)
- Sorbus leyana Wilm.: Dieser Endemit kommt nur in Wales vor.[9]
- Lonetal-Mehlbeere (Sorbus lonetalensis S.Hammel & Haynold)
- Meierotts Mehlbeere (Sorbus meierottii N.Mey.)
- Mergenthalers Mehlbeere (Sorbus mergenthaleriana N.Mey.)
- Meyers Mehlbeere (Sorbus meyeri S.Hammel & Haynold)
- Vogesen-Mehlbeere (Sorbus mougeotii Soy.-Will. & Godr.)
- Pannonische Mehlbeere (Sorbus pannonica Kárpáti)
- Langblättrige Mehlbeere (Sorbus perlonga Meierott)
- Bastard-Eberesche (Sorbus ×pinnatifida (Sm.) Düll = Sorbus aria s. str. × Sorbus aucuparia)
- Hersbrucker Mehlbeere (Sorbus pseudothuringiaca Düll)
- Mädchen-Mehlbeere (Sorbus puellarum Meierott)
- Gößweinsteiner Mehlbeere (Sorbus pulchra N.Mey.): Dieser Endemit steht unter Naturschutz und kommt nur in Gößweinstein und seiner unmittelbaren Umgebung vor.
- Regensburger Mehlbeere (Sorbus ratisbonensis N.Mey.)
- Sorbus rehderiana Koehne: Die etwa drei Varietäten kommen in China und Myanmar vor.[1]
- Sargents Eberesche (Sorbus sargentiana Koehne): Sie gedeiht in Mischwäldern, in Waldländern und an sonnigen Hängen in Höhenlagen von 2000 bis 3200 Metern nur im südwestlichen Sichuan sowie nordöstlichen Yunnan.[1]
- Sorbus scalaris Koehne: Sie gedeiht in Mischwäldern an Berghängen in Höhenlagen von 1600 bis 3000 Metern im westlichen Sichuan und in Yunnan vor.[10]
- Schinz' Zwerg-Mehlbeere (Sorbus ×schinzii Düll = Sorbus chamaemespilus × Sorbus mougeotii)
- Schnizleins Mehlbeere (Sorbus schnizleiniana N.Mey.)
- Schwarz' Mehlbeere (Sorbus schwarziana N.Mey.)
- Gredinger Mehlbeere (Sorbus schuwerkiorum N.Mey.)
- Seybold-Mehlbeere (Sorbus seyboldiana S.Hammel & Haynold)
- Sudeten-Zwergmispel (Sorbus sudetica (Tausch) Nym.): Sie kommt in Spanien, Frankreich, Deutschland, in der Schweiz, in Österreich, Tschechien, Polen und Ungarn vor.[10]
- Thüringer Mehlbeere (Sorbus ×thuringiaca (Ilse) Fritsch)
- Elsbeere (Sorbus torminalis (L.) Crantz) mit gelappten, ahornähnlichen Blättern.
- Sorbus ulleungensis Chin S.Chang
- Bastard-Elsbeere (Sorbus ×vagensis Wilmott = Sorbus aria s. str. × Sorbus torminalis)
- Himalaya-Mehlbeere (Sorbus vestita (Wall ex. G.Don) Lodd.): Sie kommt in Indien, Nepal, Bhutan, Myanmar und in Tibet vor.[10]
- Rosafrüchtige Eberesche (Sorbus vilmorinii C.K.Schneider): Sie gedeiht in Höhenlagen von 2800 bis 4400 Metern im südöstlichen Tibet und in den chinesischen Provinzen südwestliches Sichuan sowie nordwestliches Yunnan.[1]

## Mehlbeeren und Mensch

### Früchte
Mehlbeeren haben längst nicht die ökonomische Bedeutung wie andere Kernobstgewächse. Eine ökonomische Bedeutung haben vor allem die Eberesche und der Speierling.
Die Früchte der Eberesche werden sowohl in der Wildkräuterküche wie in der Pflanzenheilkunde verwendet. Die Früchte enthalten Sorbinsäure und zwischen 0,02 und 0,30 Prozent Parasorbinsäure. Nach der Entbitterung werden sie meist zu Marmelade, Kompott oder Gelee gekocht. Ebenso werden aus ihnen Schnaps, Sirup und Tee hergestellt. Die Volksheilkunde setzt Vogelbeeren bei Rheuma, Verstopfung und bei Blutungen sowie Absude der Früchte als Gurgelmittel bei Heiserkeit ein. Früher wurden die Früchte auch zur Sorbitgewinnung verwendet. Sorbit, auch Sorbitol genannt, ist ein Zuckeralkohol, der als Zuckerzusatz in Diabetikerpräparaten Verwendung findet.
Die Früchte des Speierlings werden aufgrund ihres Tanningehalts als klärender Zusatz zu Apfelwein verwendet.

### Holz
Das Holz der Elsbeere, teils auch das ähnliche Holz des Speierlings gilt als sehr wertvoll (Schweizer Birnbaum) und wird v. a. als Furnierholz und in der Möbelindustrie verwendet. Früher wurden aus dem formstabilen Holz auch Lineale und Rechenschieber gefertigt.

### Feuerbrand
Alle Mehlbeeren, insbesondere Speierling, Elsbeere, Vogelbeere/Eberesche, Echte Mehlbeere sind als Kernobstgewächse stark durch Befall mit Feuerbrand gefährdet und zählen mit zu den Hauptwirtsgruppen.

## Baum des Jahres
Im Jahr 1993 wurde in Deutschland der Speierling (Sorbus domestica) zum Baum des Jahres ernannt, 1997 die Eberesche (Sorbus aucuparia), 2011 die Elsbeere (Sorbus torminalis) und 2024 die Echte Mehlbeere (Sorbus aria).